# Iglesia de Santa María (Pozaldez)
La iglesia de Santa María  es un templo católico ubicado en la localidad de Pozaldez, Provincia de Valladolid, Castilla y León, España.

## Descripción
Construida en ladrillo en las últimas décadas del siglo XVI, tiene una sola nave con cuatro tramos diferenciados por arcos apoyados en contrafuertes con pilastras de yeso adosadas y entre los cuales hay profundas capillas hornacinas con bóvedas de cañón. La nave tiene bóveda de cañón con lunetos y yeserías realizadas por el maestro Agustín de Nieva en 1589.
El presbiterio esta por completo cubierto por una cúpula oval con decoración de yeserías. El arco triunfal se apoya sobre contrafuertes con pilastras corintias adosadas y capiteles decorados con cabezas de leones.
El retablo mayor, de estilo churrigueresco, fue realizado a finales del siglo XVII por José de Rozas. Consta de un alto zócalo, cuerpo y remate. El cuerpo principal está adornado con cuatro columnas salomónicas de fuste retorcido y recorrido de hojas de pámpanos y racimos. La hornacina principal está ocupada por una imagen de Nuestra Señora de la Asunción, flanqueada por imágenes de San Pedro y San Pablo, estas últimas consideradas obras de Gregorio Díaz de la Mata.
La torre, también construida en ladrillo, consta de tres cuerpos. El cuerpo inferior, el coro bajo, es iluminado por medio de un óculo y se encuentra cubierto con bóveda de cañón.